# Halieutopsis simula
Halieutopsis simula är en fiskart som först beskrevs av Smith och Lewis Radcliffe 1912.  Halieutopsis simula ingår i släktet Halieutopsis och familjen Ogcocephalidae. Inga underarter finns listade i Catalogue of Life.